# Reiner Ascheid
Reiner Ascheid (* 9. September 1935) ist ein deutscher Jurist. Er war von Februar 1986 bis September 2000 Richter am Bundesarbeitsgericht, seit 1993 als Vorsitzender Richter.

## Leben und Wirken
Ascheid studierte von 1956 an Rechtswissenschaften an den Universitäten Mainz, Frankfurt am Main und München. Nach Abschluss seiner juristischen Ausbildung im Oktober 1963 trat er in den Justizdienst des Landes Rheinland-Pfalz ein und war zunächst an verschiedenen Amtsgerichten, bei der Staatsanwaltschaft und beim Landgericht Koblenz tätig. 1969 wechselte er in die Staatskanzlei Rheinland-Pfalz und war dort zuletzt Ministerialrat. 1974 wurde er zum Vorsitzenden Richter am Landgericht ernannt. 1985 wechselte er in die Arbeitsgerichtsbarkeit und war als Vorsitzender Richter am Landesarbeitsgericht Rheinland-Pfalz tätig.
Mit seiner Ernennung zum Richter am Bundesarbeitsgericht am 28. Februar 1986 wies das Präsidium Ascheid dem für das Kündigungsrecht zuständigen Zweiten Senat zu. 1989 promovierte Ascheid mit einer Dissertation über „Beweislastfragen im Kündigungsschutzprozess“. 1991 wechselte er in den 8. Senat, den er seit 1993 als Vorsitzender Richter leitete.
Im Mai 1995 wurde Ascheid zum Honorarprofessor an der Universität Passau berufen. Am 30. September 2000 trat er in den Ruhestand.